# Cova dels Segarulls
La cova dels Segarulls, cova de les Pintures o cova del Fondal de la Seguera, es una cueva natural de España con representación de pinturas rupestre y además se utilizó como lugar para entierros ceremoniales. Está protegida como Patrimonio de la Humanidad en el conjunto del Arte rupestre del arco mediterráneo de la península ibérica (ref. 874.003). Está situada en los relieves meridionales del macizo del Garraf, en el torrente del Fondo de la Seguera, a 3 km al sur de Villafranca del Penedés, en el término municipal de Olèrdola (Barcelona).